# San Antón
San Antón est une localité dépeuplée du municipio (municipalité ou canton) de Castrojeriz, à la limite du municipio voisin de Villaquirán de la Puebla, dans la comarca (comté ou pays ou arrondissement) d'Odra-Pisuerga, dans la Communauté autonome de Castille-et-León, Burgos, dans le Nord de l’Espagne.
La population permanente de la localité était de 0 habitant en 2010.
San Antón est une halte sur le Camino francés du Pèlerinage de Saint-Jacques-de-Compostelle.

## Culture et patrimoine

### Pèlerinage de Compostelle

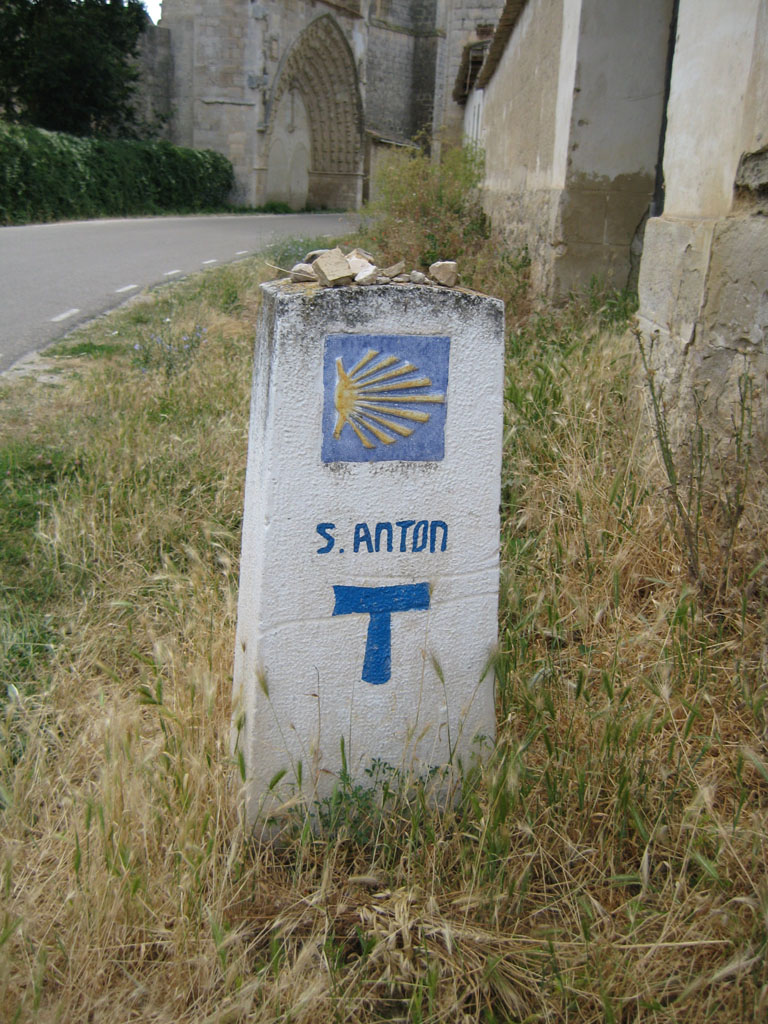
Jalon du Camino francés à San Antón.

Sur le Camino francés du Pèlerinage de Saint-Jacques-de-Compostelle, on vient de Hontanas, chef-lieu du municipio du même nom.
La prochaine étape est Castrojeriz, chef-lieu du municipio du même nom.

### Patrimoine religieux
Monastère de San Antón, monastère ruiné datant du XIIe siècle.

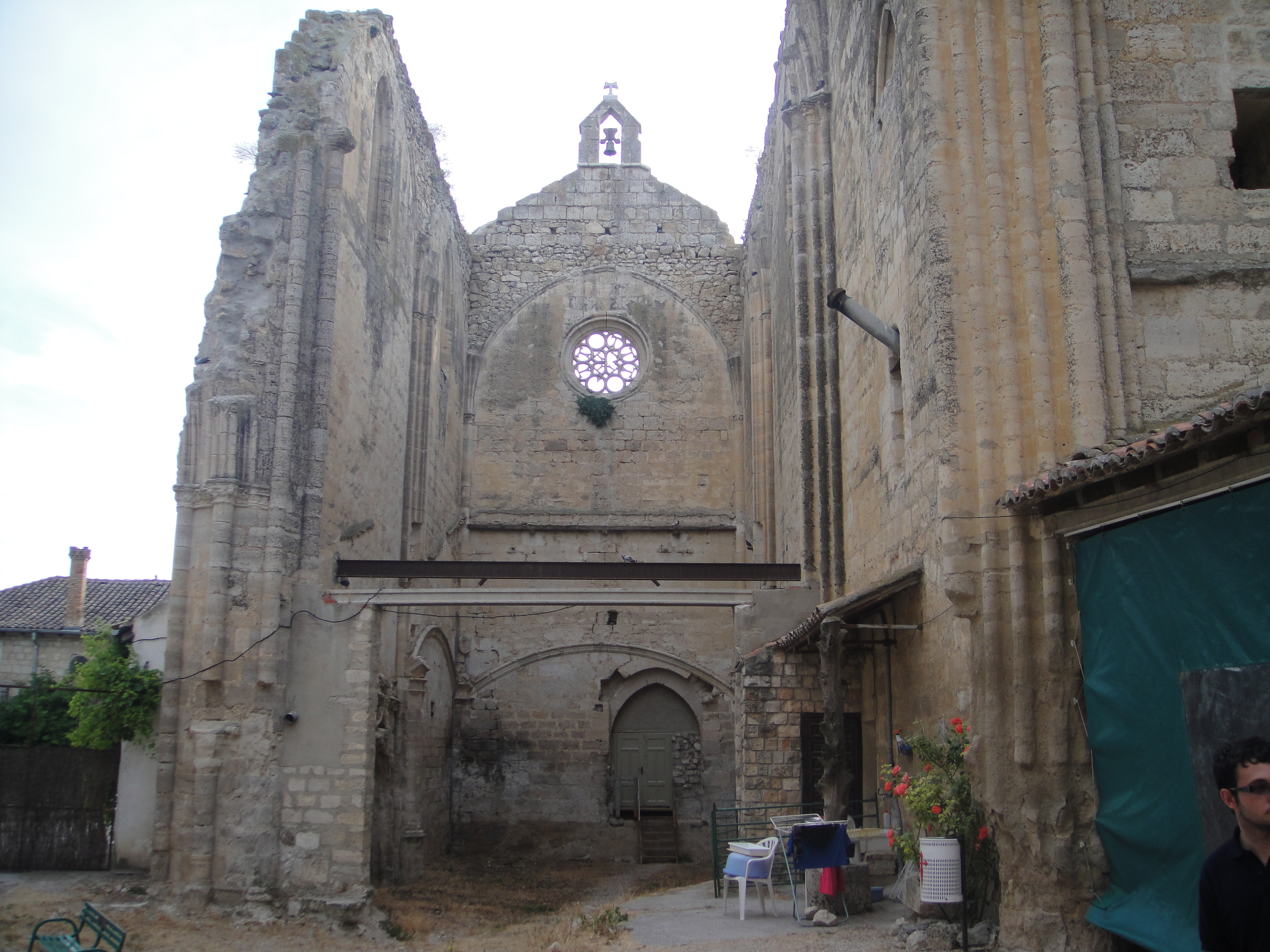
Monastère ruiné de San Antón.
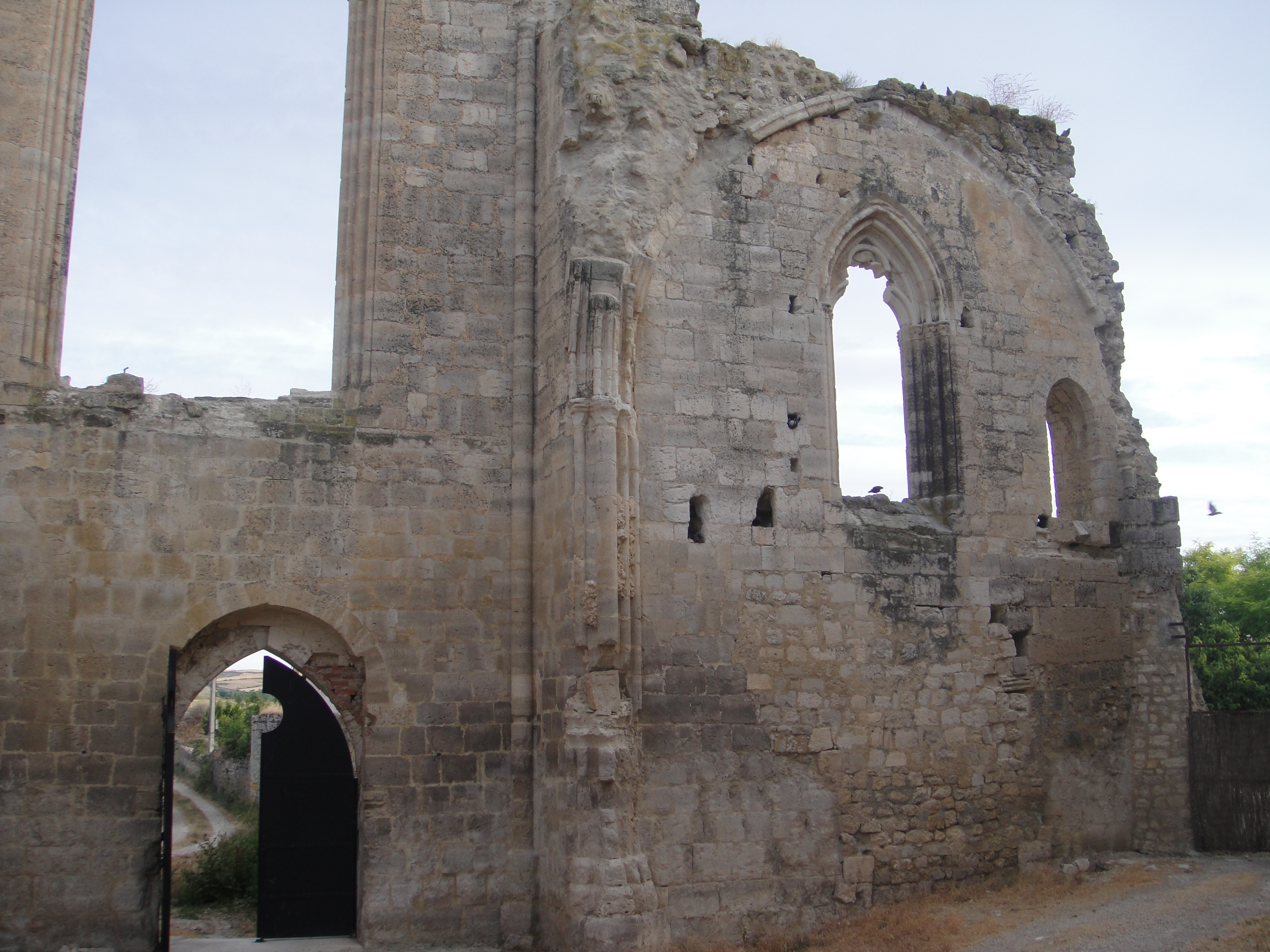
Monastère ruiné de San Antón.
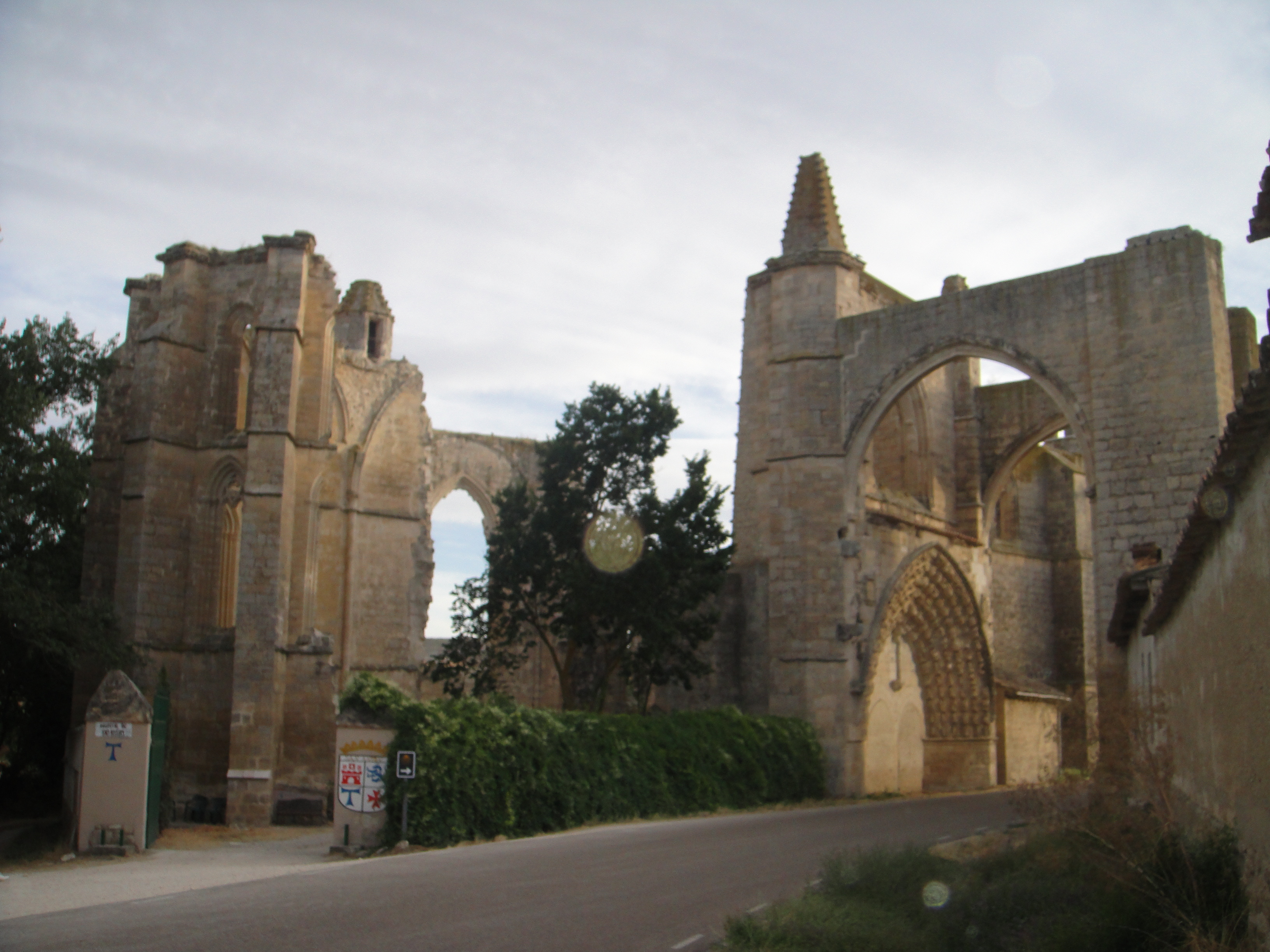
Monastère ruiné de San Antón.
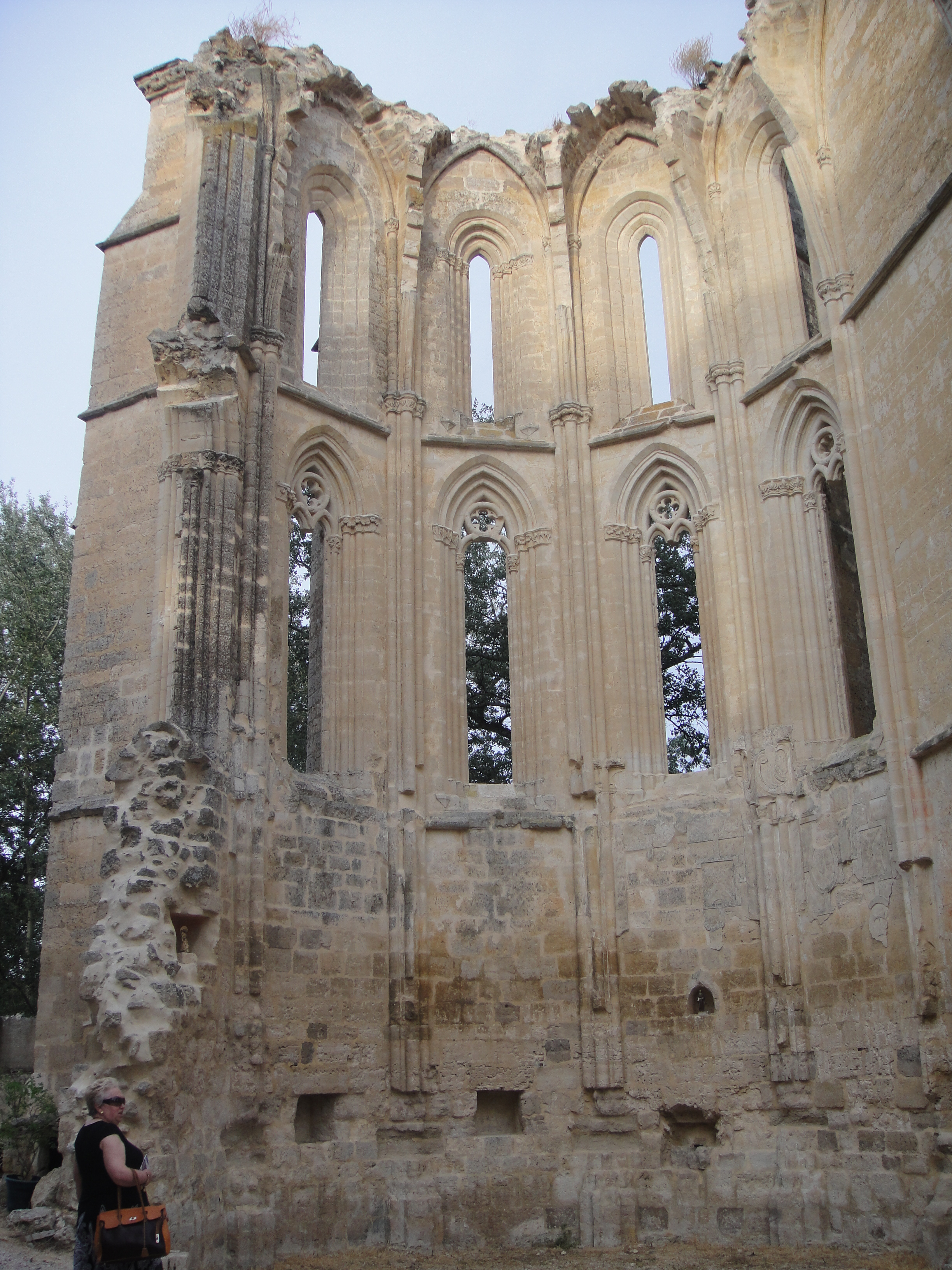
Ruines de l'église de San Antón.
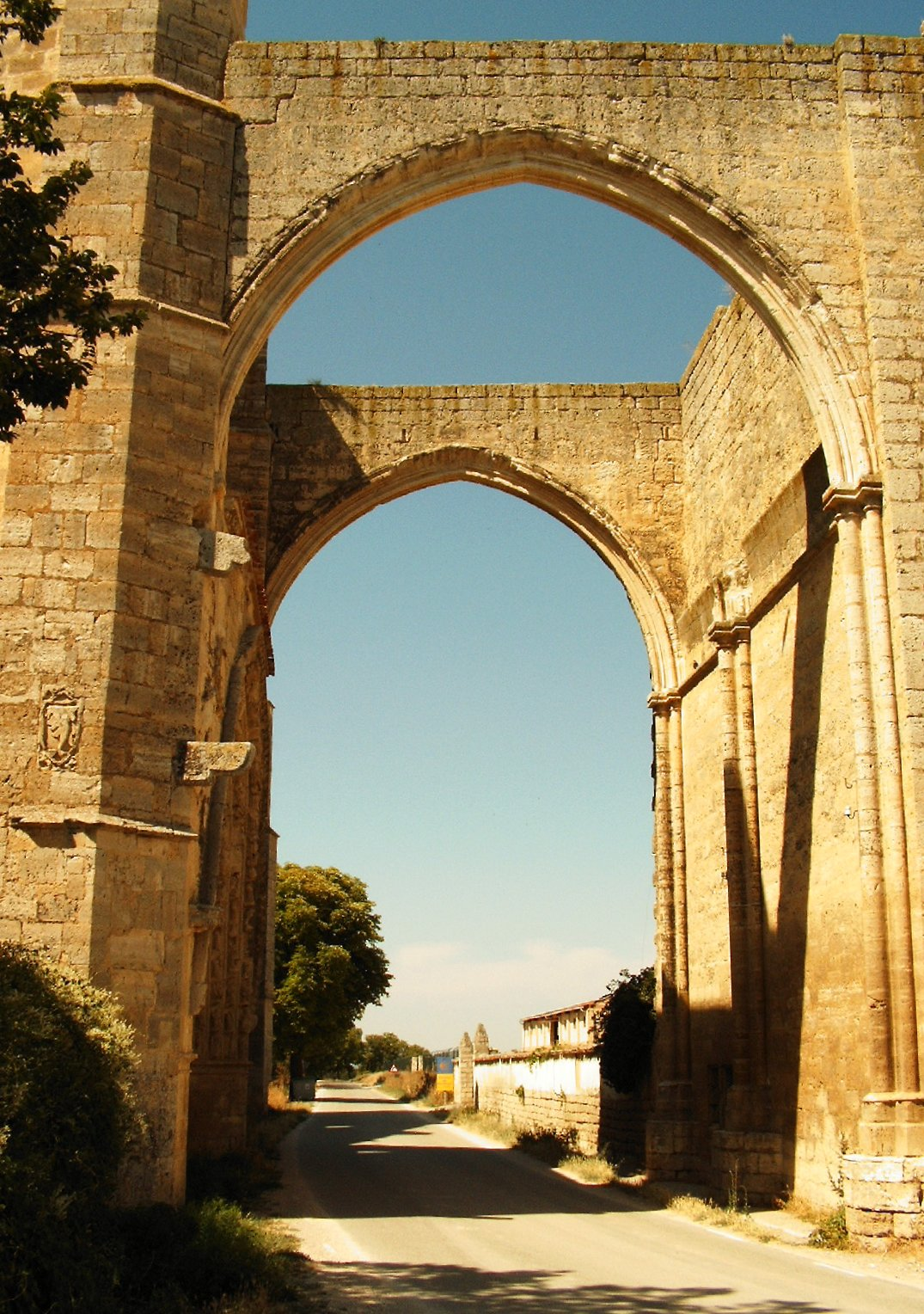
Arches du monastère ruiné de San Antón.

## Sources et références
- Grégoire, J.-Y. & Laborde-Balen, L. , « Le Chemin de Saint-Jacques en Espagne - De Saint-Jean-Pied-de-Port à Compostelle - Guide pratique du pèlerin », Rando Éditions, mars 2006,  (ISBN 2-84182-224-9)
- « Camino de Santiago St-Jean-Pied-de-Port - Santiago de Compostela », Michelin et Cie, Manufacture Française des Pneumatiques Michelin, Paris, 2009,  (ISBN 978-2-06-714805-5)
- « Le Chemin de Saint-Jacques Carte Routière », Junta de Castilla y León, Editorial Everest